# Zarnevo
Zarnevo (Bulgaars: Зърнево) is een dorp in het noordoosten van Bulgarije. Het dorp is gelegen in de gemeente Tervel, oblast Dobritsj. De afstand naar Dobritsj is hemelsbreed 42 km, terwijl de hoofdstad Sofia op 339 km afstand ligt.

## Bevolking
Op 31 december 2019 werden er 1.300 inwoners geregistreerd door het Nationaal Statistisch Instituut van Bulgarije, een daling vergeleken met het maximum van 3.047 personen in 1985.
|  |

Het dorp heeft een homogene bevolkingssamenstelling. In februari 2011 identificeerden 1223 van de 1236 inwoners zichzelf als Bulgaarse Turken (98,9%). Er werden 8 etnische Bulgaren (0,6%) geregistreerd, terwijl 5 respondenten (0,4%) geen definieerbare etniciteit opgaven of tot een andere etnische groep behoorden.
| Etniciteit   | Aantal | %     |
| ------------ | ------ | ----- |
| Bulgaren     | 8      | 0,6%  |
| Turken       | 1223   | 98,9% |
| Roma         | ...    | ...   |
| Overig       | 5      | 0,4%  |
| Respondenten | 1236   |       |